# Camillo Paolucci
Camillo Paolucci (ur. 9 grudnia 1692 – zm. 11 czerwca 1763) – włoski kardynał.

## Życiorys
Pochodził z Forli. W 1718 uzyskał tytuł doktora praw na uniwersytecie La Sapienza w Rzymie. Rok później przyjął święcenia kapłańskie. W 1724 został konsekrowany na tytularnego arcybiskupa Ikonium. Nuncjusz apostolski w Polsce 1727-38 i Austrii 1738-45. Prowadził rokowania zwieńczone podpisaniem konkordatu, zawartego w 1737 roku we Wschowie, dotyczącego opactw komendatoryjnych. W 1743 papież Benedykt XIV mianował go kardynałem. Legat w Ferrarze 1746-50. Uczestniczył w konklawe 1758. Biskup Frascati 1758-61, następnie Biskup Porto e Santa Rufina (od 1761). Był także protektorem zakonu karmelitów. W 1763 ze względu na stan zdrowia zrezygnował z objęcia diecezji Ostia e Velletri, tradycyjnie przypisanej do funkcji kardynała-dziekana i uzyskał w tym względzie stosowną dyspensę. Zmarł w Rzymie.